# День, когда Земля улыбнулась

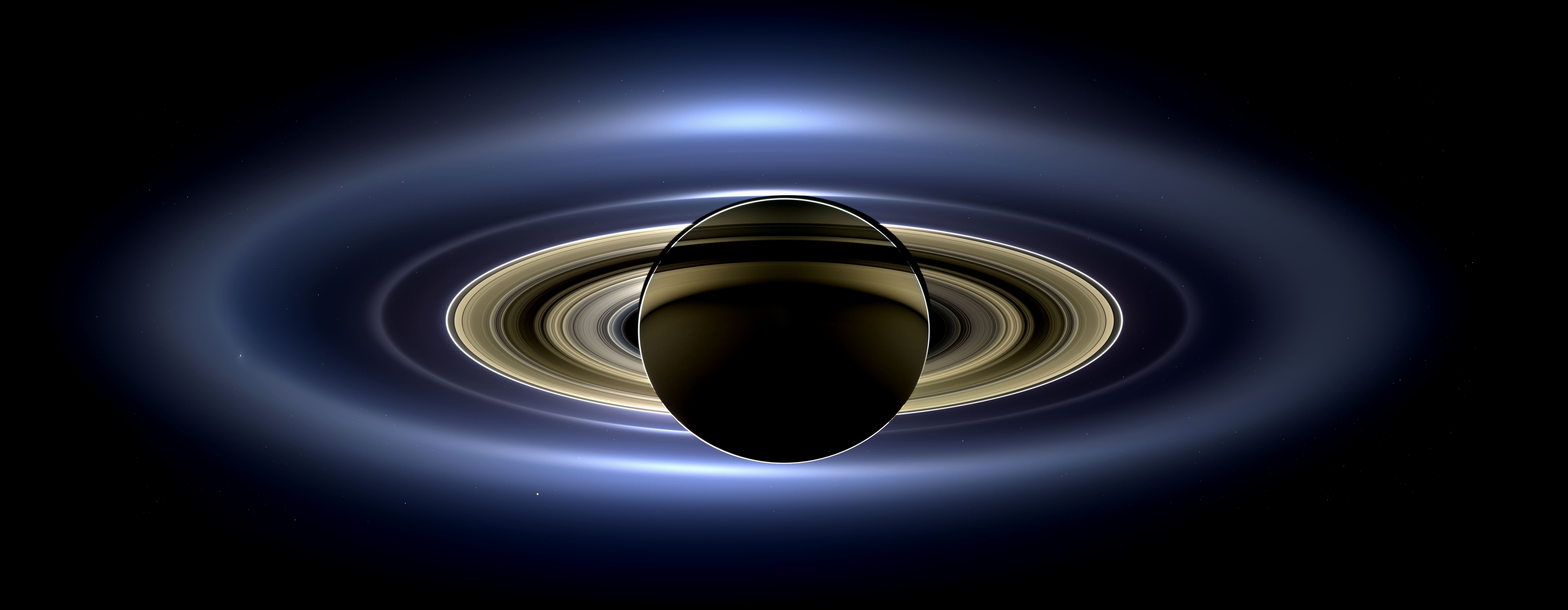
Полностью обработанная комбинированная фотография Сатурна, сделанная «Кассини» 19 июля 2013 года

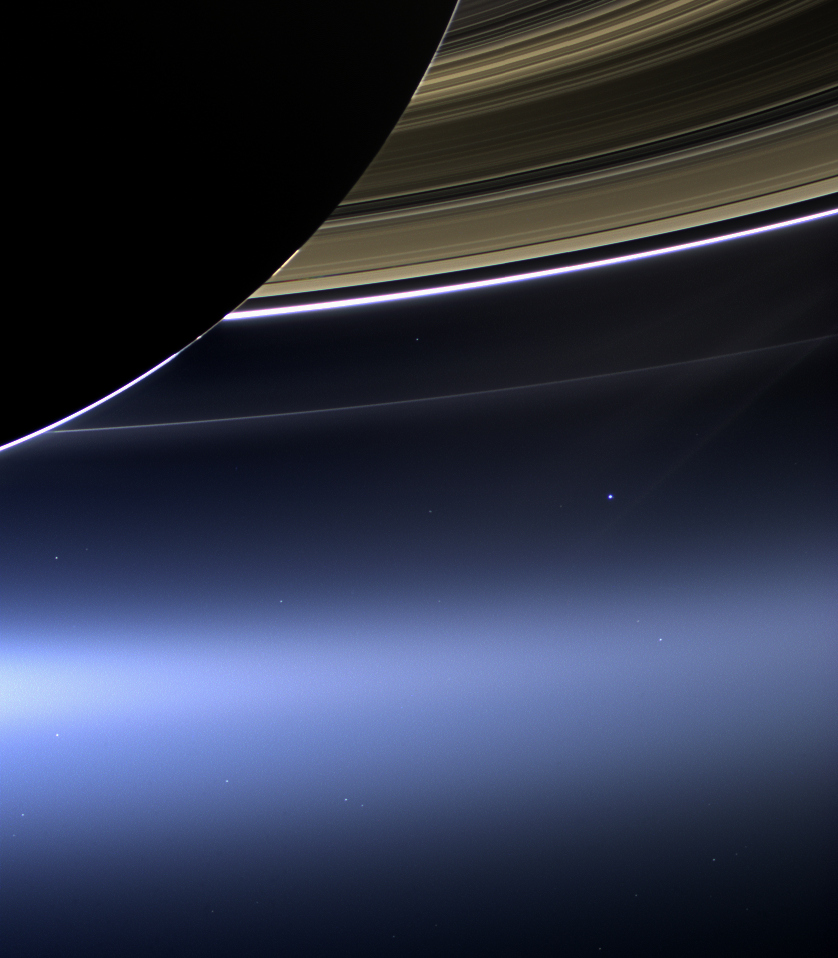
Землю можно увидеть в виде синей точки под кольцами Сатурна.

Фотомозаика из кампании НАСА «Волна на Сатурне». Коллаж включает в себя около 1600 фотографий, сделанных представителями общественности в День, когда Земля улыбнулась.

День, когда Земля улыбнулась (англ. The Day the Earth Smiled) — комбинированная фотография, сделанная космическим кораблём НАСА «Кассини» 19 июля 2013 года. Во время затмения Солнца космический аппарат повернулся к изображению Сатурна и большей части его видимой системы колец, а также Земли и Луны в виде далёких бледных точек. Космический аппарат дважды делал подобные фотографии (в 2006 и 2012 годах) за предыдущие девять лет пребывания на орбите вокруг планеты. Название также относится к мероприятиям, связанным с событием, а также к фотомозаике, созданной на его основе.
Концепция, придуманная планетологом Кэролин Порко, руководителем группы обработки снимков Кассини, призывала людей всего мира задуматься о своём месте во вселенной, поразиться жизни на Земле, и в то время, когда были сделаны снимки, смотреть вверх и улыбаться, празднуя.
Окончательная мозаика, снятая 19 июля, обработанная в Центральной операционной лаборатории изображений Кассини (CICLOPS), была опубликована 12 ноября 2013 года. На фотографии изображены Земля, Марс, Венера и многие спутники Сатурна. Изображение с более высоким разрешением, изображающее Землю и Луну как отдельные светящиеся точки, было получено с помощью узкоугольной камеры Кассини и опубликовано вскоре после этого.

## Мероприятия
Зонд «Кассини» сделал снимки Земли и Луны с расстояния около миллиарда миль в 21:27 UTC 19 июля 2013 года. В честь этого события был запланирован ряд мероприятий:
- Был создан сайт как портал для мероприятий, связанных с 19 июля[7]. На нём Порко призвала мир отметить жизнь на планете Земля и достижения человечества в исследовании Солнечной системы.
- Астрономы без границ координировали мероприятия на международном уровне[8].
- НАСА возглавило связанное с этим мероприятие под названием «Волна на Сатурне», «чтобы помочь признать исторический межпланетный портрет в том виде, в каком он делается»[9].
- Конкурс «Послание к Млечному Пути» провела компания Порко Diamond Sky Productions. Люди могли отправить цифровую фотографию, сделанную 19 июля, и/или музыкальную композицию. Работы-победители были переданы как послание инопланетянам «в Млечный Путь с радиотелескопа Аресибо в Пуэрто-Рико»[10].

## Результаты
Необработанные изображения с «Кассини» были получены на Земле вскоре после события, а пара обработанных изображений — изображение Земли и Луны в высоком разрешении и небольшая часть окончательной широкоугольной мозаики, показывающей Землю, — были опубликованы для общественности через несколько дней после последовательности изображений 19 июля.
Обработка полной мозаики происходила в CICLOPS под руководством Порко в течение примерно двух месяцев. В течение четырёх часов, которые потребовались Кассини, чтобы сфотографировать всю сцену шириной 647 808 километров (402 529 миль), космический корабль сделал в общей сложности 323 изображения, 141 из которых были использованы в мозаике. НАСА сообщило, что это изображение стало первым случаем, когда четыре планеты — Сатурн, Земля, Марс и Венера — были захвачены одновременно в видимом свете аппаратом Кассини. Кроме того, жители Земли впервые знали заранее, что их фотография будет сделана из внешней части Солнечной системы.
Официальный выпуск НАСА финальной мозаики «День, когда Земля улыбнулась» 12 ноября 2013 года был встречен с большим ажиотажем в средствах массовой информации по всему миру. На следующий день изображение украсило первую полосу The New York Times. Общественные деятели, в том числе медиапродюсер Сет Макфарлейн, высоко оценили изображение. Мозаика также была представлена Кэролин Порко и посвящена покойному астроному Карлу Сагану на церемонии в Библиотеке Конгресса в честь приобретения архива Сагана. Кроме того, 12 ноября был выпущен коллаж из изображений, представленных 1600 представителями общественности для кампании НАСА «Волна на Сатурне».